# 彭斯格羅夫 (新澤西州)
彭斯格羅夫（英語：Penns Grove）是位於美國新澤西州塞勒姆縣的自治市鎮。

## 人口
根據2020年美國人口普查的數據，彭斯格羅夫的面積為2.31平方千米，皆為陸地。當地共有人口4837人，而人口密度為每平方千米2,094人。